# 龙兴寺经幢
30°16′00″N 120°09′30″E / 30.26667°N 120.15833°E
龙兴寺经幢位于浙江省杭州市拱墅区延安路北段西侧灯芯巷口（近凤起路路口），建于唐开成二年（837年），位于原龙兴寺内，现寺已不存。该经幢是浙江省现存最早的石质经幢、杭州城内现存最早的建筑物，也是浙江省為數不多的唐代佛教建筑实例。曾被誉为“武林城中罕见的唐人遗迹”、“杭州金石之冠”。

## 历史沿革
龙兴寺始建于梁大同二年（536年），1959年在修建杭州市外貿局时被拆除，仅存其经幢。经幢曾一度被埋没，明崇祯九年（1636年）从土中发掘出，屹立至今。1966年文化大革命中被紅衛兵砸為數塊，但銘文尚大體可以辨認。因城區地势不断增高，幢底被埋于地面下约1.6米，1998年开始对其周边环境进行整治，对幢体进行纠偏，在幢基础周围浇筑混凝土底板并做隔水处理，于幢外新建木构防护亭。后在经幢周围加罩玻璃罩。1997年8月29日列入浙江省文物保护单位，2013年5月列入第七批全国重点文物保护单位。

## 经幢特征
幢高5.42米，平面呈八边形，由须弥基座、平座、幢身、檐子、短柱及幢顶相叠而成，造型古朴，具有浓厚的唐代风格。基座为双层束腰须弥座，其中下层刻有八尊托重力士，技法写实，丰满圆润。幢身八面刻有唐代书法大家胡季良手书的《佛顶尊胜陀罗尼经》。幢身以上做二重檐，均为八角攒尖顶，幢顶为二重相轮之塔刹。
- 木构防护亭
- 幢身
- 幢顶
- 幢身“开成二年”题记

## 交通
杭州地铁1号线、2号线凤起路站旁